# Różaniec
Różaniec ist ein Dorf in Polen mit ca. 1.550 Einwohner in der Gemeinde Tarnogród, Powiat Biłgorajski in der Woiwodschaft Lublin, in Ostpolen. Es liegt ca. 8 km südöstlich von Tarnogród, 26 km südlich von Biłgoraj und 104 km südlich von der Hauptstadt der Woiwodschaft Lublin. Różaniec gliedert sich in die drei Teile Różaniec Pierwszy, Różaniec Drugi und Różaniec-Szkoła mit eigenen Schulzenämtern.

## Geschichte
Das Dorf wurde 1550 von Jan Dymitr Kuźma angelegt. Ab 1588/1589 gehörte es zum Zamośćer Familienfideikommiss. 1591 wurde eine orthodoxe Kirche erwähnt, nach der Union von Brest griechisch-katholisch. 1624 wurde es von Tataren zerstört. 1674 gab es 63 Häuser.
Bei der Ersten Teilung Polens kam Różaniec 1772 zum neuen Königreich Galizien und Lodomerien des habsburgischen Kaiserreichs (ab 1804). Ab 1783 im Zamoscer Kreis. Bis zum Jahr 1791 wurden in Różaniec 12 deutsche Familien im Zuge der Josephinischen Kolonisation angesiedelt. Im Jahr 1800 gab es 14 deutsche Familien. Die benachbarten Bauern aus Wólka Różaniecka beklagten sich auf die ungesetzliche Annexion der Ackerfelder durch die Kolonisten.
Der Zamoscer Kreis wurde am 14. Oktober 1809 als der einzige Kreis der Ersten Teilung Polens an das Herzogtum Warschau abgetreten. Ab 1815 gehörte Różaniec in der Nähe der österreichischen Grenze zum russisch beherrschten Kongresspolen, zum Département Lublin, Powiat Tarnogród. Die Nachgeborenen der Kolonisten polonisierten sich noch im 19. Jahrhundert.

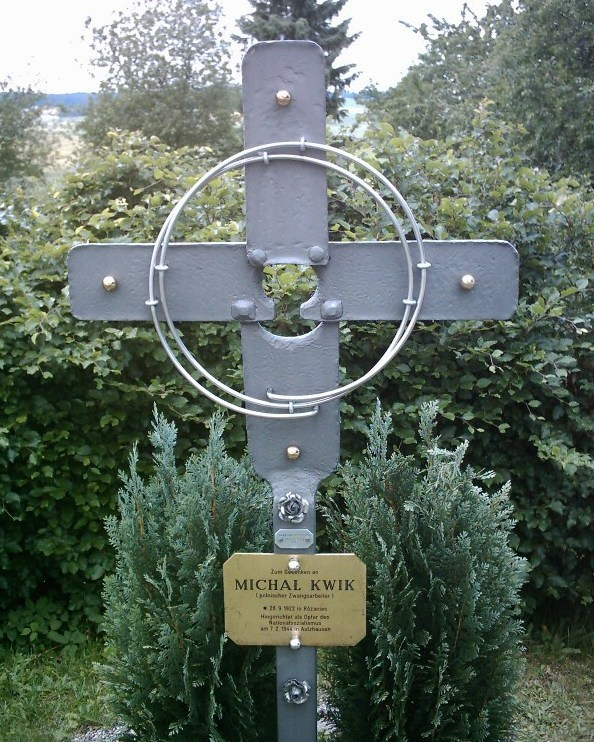
Deutsch-Polnisches Versöhnungskreuz

1918, nach dem Ende des Ersten Weltkriegs kam Różaniec zu Polen. Im Zweiten Weltkrieg gehörte es zum Generalgouvernement. Von 1975 bis 1998 gehörte Różaniec zur Woiwodschaft Zamość.

## Persönlichkeiten
Im bayerischen Dorf Aulzhausen steht ein deutsch-polnisches Versöhnungskreuz für den 1922 in Różaniec geborenen und 1944 von den Nationalsozialisten hingerichteten Zwangsarbeiter Michał Kwik. Die Einweihung des Mahnmales 1994 auf dem Aulzhauser Friedhof war der Ursprung der kommunalen Gemeindepartnerschaft zwischen der Gemeinde Affing und der polnischen Stadt Łobez.

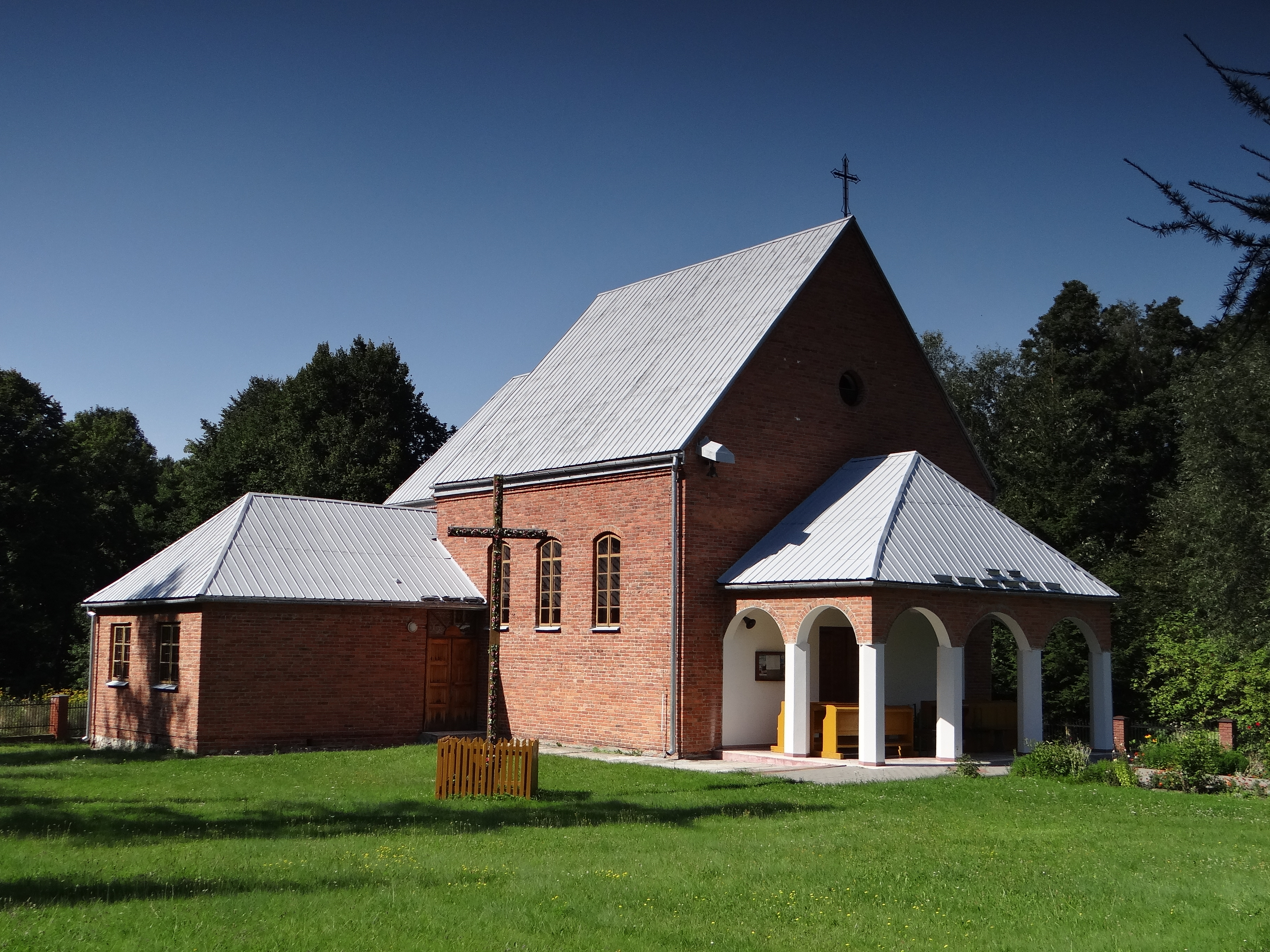
Ortskirche